# Otto Maximilian von Westernhagen
Edward Ernest Tito Otto Maximilian Von Westernhagen (Berlim, 1924, - Rio de Janeiro, 1 de julho de 1968) foi um Major da Wehrmacht que lutou na Segunda Guerra Mundial na Frente Oriental, sob o comando do Terceiro Reich. 
Após o fim da Guerra, refugiou-se na Argentina. Em 1966, reintegrado e de volta à ativa (agora no exército Alemão da RFA), foi designado a fazer um intercambio na Escola de Comando e Estado-Maior do Exército (ECEME) para fins de estudos militares. Foi assassinado por engano em 1º de julho de 1968 no Rio de Janeiro pelo grupo guerrilheiro Comando de Libertação Nacional (COLINA), ao confundi-lo com Gary Prado (que também estava no Brasil e fazendo o mesmo curso) o responsável pela captura e morte de Che Guevara na Bolívia

## Vida Pessoal e Início de carreira
O major pertencia à uma família da nobreza militar Alemã. Seu pai combatera toda a Primeira Guerra e passou para a reserva em 1944 como coronel. Dois de seus parentes estiveram nas tropas SS. Um deles, Heinz, seu sogro, chegou a ser general e combateu nos tanques da festejada Divisão Adolf Hitler que estiveram na Invasão da Holanda, da Bélgica, da França e da Rússia. Na Rússia, foi ferido na cabeça na batalha de Kursk, o maior combate de blindados da história; perderia gradativamente a memória, o sono e o apetite. Ainda esteve na Normandia e lutou nas Ardenas. Sua unidade fez fama, até ser destruída pelo Exército Vermelho, na Hungria. Em março de 1945, quando faltava pouco mais de um mês para a queda de Berlim, não se soube mais do paradeiro de Heinz. Especula-se que cometeu suicídio, ou foi atingido num bombardeio. Tinha 34 anos. Outro Parente, seu irmão Rolf, passou quase toda a guerra na mesma unidade e, em 1945, rendeu-se aos americanos, mas foi entregue aos russos e passou 11 anos na Sibéria.

### Segunda Guerra Mundial
No inicio da carreira militar e com o advento da Segunda Guerra, ele ainda garoto, era um jovem oficial que combatera na Frente Oriental, onde foi comandante de um pelotão, e por seus feitos, foi promovido por Hitler em 1943 por bravura.  

## Pós-Guerra
Após o fim da guerra, Otto Maximilian fugiu para a Argentina – que, durante o regime de Perón, abrigou figuras notórias do nazismo alemão. 

### Argentina
Otto Maximilian, com o término da Segunda Guerra e consequente derrota das Potencias do Eixo, fugiu para a Argentina. Provavelmente por alguma Ratline que eram usadas por Nazistas procurados pela Justiça. Muitos Nazistas notórios fugiram para a Argentina, que durante o regime de Juan Domingo Perón, endossava as Ratlines. Entre os famosos nazistas que fugiram para a Argentina, está o agente especial Otto Skorzeny que contribuiu para agências de inteligências em operações contra comunistas; o carrasco Adolf Eichmann; o ''Anjo da Morte'' Menguele; e o ''Carniceiro de Lyon'' Klaus Barbie... entre outros. De acordo com a Comissão de Esclarecimento de Atividades Nazistas na Argentina(Ceana), acredita-se que tenham entrado na Argentina mais de 100 personalidades diretamente ligadas ao regime nazista.

## Brasil
Em 1966, quando já de volta à ativa militar na recém formada Alemanha Ocidental(RFA), foi designado a fazer um intercambio Brasil-Alemanha na Escola de Comando e Estado-Maior do Exército (ECEME) para fins de estudos militares. Foi o primeiro Oficial Alemão a fazer esse curso no Brasil.

### Morte
Otto fazia sua rotina diária. No Caminho de volta para casa, depois do curso, foi assassinado a tiros por engano em 1º de julho de 1968 nos arredores do Jardim Botânico no Rio de Janeiro pelo grupo guerrilheiro Comando de Libertação Nacional (COLINA), ao confundirem com Gary Prado, que também estava no Brasil e cursando o mesmo curso na ECEME. Gary Prado foi o responsável pela captura e morte de Che Guevara na Bolívia, e o grupo queria vinga-lo.
Sua Morte ficou cercada de mistérios, e alimentara até teorias da conspiração de que ele teria sido morto pelo serviço secreto israelita, o Mossad — famoso por caçar nazistas fugitivos da Segunda Guerra. 
Mas 19 anos depois, veio a luz mais detalhes sobre sua morte, no livro ''Combate nas Trevas'' do ex-combatente da Segunda Guerra pela FEB, Historiador e militante Socialista Jacob Gorender, onde traz mais detalhes sobre o fatídico dia.

## Otto Maximilian na mídia
51 anos depois de sua Morte, o Major Otto Maximilian volta a ser notícia. Otto Maximilian, no Dia 1 de Julho de 2019 foi homenageado pelo Exército Brasileiro causando polêmica. O Exército Brasileiro ressaltou seu profissionalismo, dedicação ao curso que fazia, e sua bravura. 
E ainda segundo o Exército Brasileiro:
"Assim sendo, ao perpetuar a memória do Major Otto von Westernhagen,  o Exército Brasileiro presta uma justa homenagem ao primeiro oficial da Alemanha a cursar a escola. Um sobrevivente da 2ª Guerra Mundial e das prisões totalitárias soviéticas, cuja vida foi encurtada por um ato terrorista insano e covarde.
(...) 
Ao mesmo tempo, o Exército Brasileiro também homenageia todos os oficiais de nações amigas que abdicam do conforto de suas terras natais para vir ao Brasil e fortalecer os laços de amizade e de cooperação entre nossas nações e buscar o autoaperfeiçoamento.
O nome do Major Otto não permanece apenas gravado em placas de bronze, mas sempre será lembrado pelo Exército Brasileiro a fim de fortalecer o princípio constitucional de repúdio ao terrorismo.''
—Exército Brasileiro em Homenagem ao Major Alemão Otto Maximilian Von Westernhagen.

### Reação de Comunidades Israelitas do Brasil
A Confederação Israelita do Brasil (Conib) emitiu nota de repúdio à homenagem do Exército ao Major Alemão Otto Maximilian que lutou na Segunda Guerra mundial pelo lado dos Nazistas.
“Estranhamos que, a pretexto de condenar ações armadas no Brasil da década de 60, nosso respeitado Exército Brasileiro tenha decidido homenagear um oficial alemão que, durante a Segunda Guerra Mundial, participou da ocupação da França e da União Soviética, lugares onde as tropas nazistas sabidamente perpetraram crimes contra a humanidade, inclusive e principalmente contra as comunidades judaicas locais. Estranhamos também que a nota não tenha feito menção ao fato de o Brasil ter lutado contra a Alemanha e ao lado dos Aliados naquele conflito. Discutir a História é sempre válido. Mas omitir aspectos fundamentais pode levar a um perigoso revisionismo”, diz a nota.
Além da Conib, assinaram a nota de repúdio outros grupos de israelitas brasileiros. Foram eles:
- CIAM – Comitê Israelita do Amazonas

- FISESP – Federação Israelita do Estado de São Paulo

- Federação Israelita do estado de Minas Gerais – MG

- Federação Israelita do Estado do Rio de Janeiro

- Sociedade Israelita do Ceará

- Centro Israelita do Rio Grande do Norte

- FIPE – Federação Israelita de Pernambuco

- Sociedade Israelita da Bahia

- Associação Cultural Israelita de Brasília

- Federação Israelita do Paraná

- Associação Israelita Catarinense

- FIRS – Federação Israelita do Rio Grande do Sul

Também se manifestaram, lamentando o episódio, o Museu do Holocausto de Curitiba, o Instituto Brasil-Israel e o movimento Judeus pela Democracia. 